# Даунерс-Гроув (Іллінойс)
Давнерс-Гров (англ. Downers Grove) — селище (англ. village) в США, в окрузі Дюпаж штату Іллінойс. Населення — 50 247 осіб (2020).

## Географія
Даунерс-Гроув розташований за координатами 41°47′42″ пн. ш. 88°1′16″ зх. д. / 41.79500° пн. ш. 88.02111° зх. д. (41.795027, -88.021231).  За даними Бюро перепису населення США в 2010 році селище мало площу 37,43 км², з яких 37,05 км² — суходіл та 0,38 км² — водойми.

### Клімат
| Клімат : Давнерс-Гров (Іллінойс) | Клімат : Давнерс-Гров (Іллінойс) | Клімат : Давнерс-Гров (Іллінойс) | Клімат : Давнерс-Гров (Іллінойс) | Клімат : Давнерс-Гров (Іллінойс) | Клімат : Давнерс-Гров (Іллінойс) | Клімат : Давнерс-Гров (Іллінойс) | Клімат : Давнерс-Гров (Іллінойс) | Клімат : Давнерс-Гров (Іллінойс) | Клімат : Давнерс-Гров (Іллінойс) | Клімат : Давнерс-Гров (Іллінойс) | Клімат : Давнерс-Гров (Іллінойс) | Клімат : Давнерс-Гров (Іллінойс) | Клімат : Давнерс-Гров (Іллінойс) |
| Показник                         | Січ.                             | Лют.                             | Бер.                             | Квіт.                            | Трав.                            | Черв.                            | Лип.                             | Серп.                            | Вер.                             | Жовт.                            | Лист.                            | Груд.                            | Рік                              |
| Абсолютний максимум, °C          | 18,3                             | 21,1                             | 29,4                             | 32,2                             | 35,0                             | 39,4                             | 40,6                             | 37,8                             | 37,8                             | 32,2                             | 25,6                             | 21,1                             | 40,6                             |
| Середній максимум, °C            | 0,0                              | 3,3                              | 10,0                             | 17,2                             | 23,9                             | 28,9                             | 30,6                             | 29,4                             | 25,6                             | 19,4                             | 10,0                             | 2,8                              | 16,8                             |
| Середній мінімум, °C             | −10                              | −7,2                             | −2,2                             | 3,3                              | 8,9                              | 13,9                             | 17,2                             | 16,1                             | 11,7                             | 5,6                              | 0,0                              | −6,7                             | 4,3                              |
| Абсолютний мінімум, °C           | −32,2                            | −29,4                            | −23,3                            | −15,6                            | −3,9                             | 0,0                              | 5,0                              | 3,3                              | −2,8                             | −10                              | −20                              | −29,4                            | −32,2                            |
| Норма опадів, мм                 | 47                               | 40                               | 67                               | 97                               | 100                              | 99                               | 101                              | 117                              | 86                               | 68                               | 81                               | 62                               | 965                              |
| -------------------------------- | -------------------------------- | -------------------------------- | -------------------------------- | -------------------------------- | -------------------------------- | -------------------------------- | -------------------------------- | -------------------------------- | -------------------------------- | -------------------------------- | -------------------------------- | -------------------------------- | -------------------------------- |
| Джерело:                         |                                  |                                  |                                  |                                  |                                  |                                  |                                  |                                  |                                  |                                  |                                  |                                  |                                  |

## Демографія
Згідно з переписом 2010 року, у селищі мешкали 47 833 особи в 19 187 домогосподарствах у складі 12 768 родин. Густота населення становила 1278 осіб/км².  Було 20478 помешкань (547/км²).
Расовий склад населення:
| - 88,5 % — білих - 5,5 % — азіатів - 3,0 % — чорних або афроамериканців - 0,2 % — корінних американців - 1,2 % — осіб інших рас |

До двох чи більше рас належало 1,6 %. Частка іспаномовних становила 5,2 % від усіх жителів.
За віковим діапазоном населення розподілялося таким чином: 22,8 % — особи молодші 18 років, 61,9 % — особи у віці 18—64 років, 15,3 % — особи у віці 65 років та старші. Медіана віку мешканця становила 42,6 року. На 100 осіб жіночої статі у селищі припадало 93,1 чоловіків;  на 100 жінок у віці від 18 років та старших — 89,7 чоловіків також старших 18 років.
Середній дохід на одне домашнє господарство  становив 108 113 долари США (медіана — 83 513), а середній дохід на одну сім'ю — 133 112 долари (медіана — 110 081). Медіана доходів становила 75 680 доларів для чоловіків та 52 241 долар для жінок. За межею бідності перебувало 5,3 % осіб, у тому числі 4,5 % дітей у віці до 18 років та 7,6 % осіб у віці 65 років та старших.
Цивільне працевлаштоване населення становило 25 281 осіб. Основні галузі зайнятості: освіта, охорона здоров'я та соціальна допомога — 23,4 %, науковці, спеціалісти, менеджери — 15,6 %, фінанси, страхування та нерухомість — 10,5 %, роздрібна торгівля — 10,0 %.